# Сеструнь

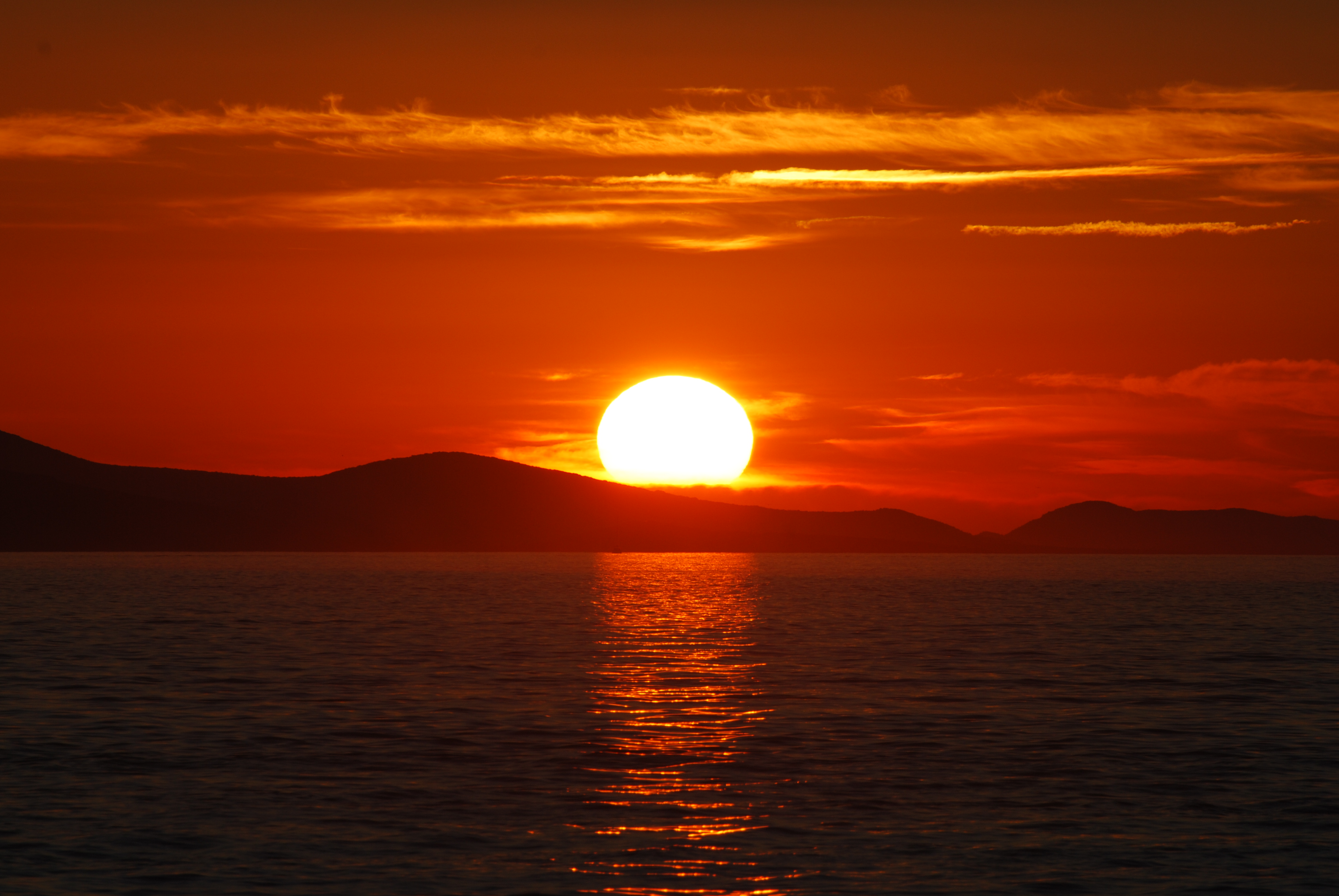
о. Сеструнь, вид із Задара

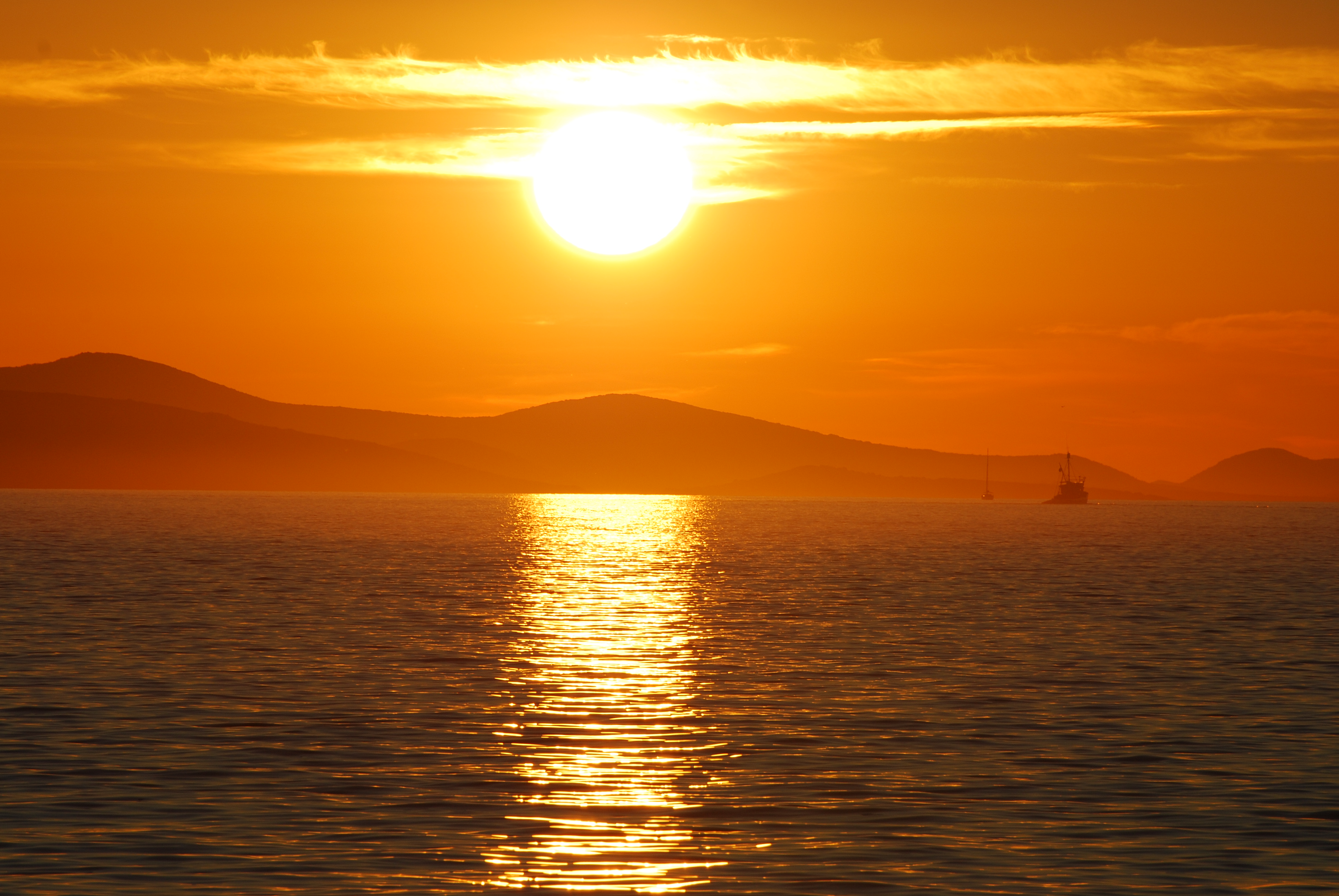
о. Сеструнь, вид із Задара

Сеструнь (хорв. Sestrunj, італ. Sestrugno) — острів в Адріатичному морі, в центральній частині Хорватії, на північний захід від міста Задар, належить до Задарської жупанії.
Площа острова — 15,03 км ², населення — 48 осіб (2001 р.). Найвища точка острова Сеструнь — 185 м, довжина берегової лінії — 27,9 км. Острів складений вапняковими і доломітовими породами, частково покритий маквісами і невисокими лісами. Сеструнь розташований в протоці між більшими островами Дугі-Оток (на заході) і Углян (на сході). Як і ці два острови, Сеструнь має витягнуту з північного заходу на південний схід форму. На північному заході від Сеструня розташований острів Молат, на південному сході — Іж.
Населення острова за даними перепису населення 2001 року становить 48 осіб, всі вони живуть в однойменному з островом селищі, що знаходиться у внутрішній частині острова. На узбережжі розташована пристань, пов'язана з Задаром регулярними поромними рейсами. На острові знайдено залишки іллірійського укріплення.